# Seiont
Seiont (wal. Afon Seiont, rzeka Seiont) – rzeka w Walii w Gwynedd.
Swoje źródła ma poniżej przełęczy Llanberis Pass. Płynie przez 7,8 km w kierunku północno-zachodnim, następnie wpływa do jeziora Llyn Padarn. Po wypłynięciu z niego płynie jeszcze przez 14,5 km. Uchodzi do Menai Strait w pobliżu zamku Caernarfon. Powierzchnia zlewni wynosi 84,1 km².
Nazwa rzymskiego fortu Segontium w pobliżu dzisiejszego Caernarfon pochodzi najprawdopodobniej od zlatynizowanej formy nazwy rzeki.